# Aromas (Jura)
Aromas é uma comuna francesa na região administrativa da Borgonha-Franco-Condado, no departamento de Jura. Estende-se por uma área de 25.80 km². Em 2010 a comuna tinha 676 habitantes (densidade: 26,2 hab./km²).
Em 1 de janeiro de 2017, incorporou a antiga comuna de Villeneuve-lès-Charnod ao seu território.